# Okapi Aalstar
L'Okapi Aalstar è una società cestistica con sede ad Aalst, in Belgio. Fondata nel 1949, gioca in Ligue Ethias.

## Palmarès
- Coppa del Belgio: 1

2012
- Supercoppa del Belgio: 2

2012, 2013

## Cestisti
- Jonathan Williams 2018-2019
- Korvotney Barber 2009-2010
- Yunio Barrueta 2016-2017